# Moulin Curtius
De Moulin Curtius is een voormalige watermolen op de Vesder, gelegen in het tot de Belgische gemeente Chaudfontaine behorende dorp Vaux-sous-Chèvremont, aan de Rue de la Casematrie 40.
Deze bovenslagmolen werd aanvankelijk als ijzermolen en later als kruitmolen gebruikt.

## Geschiedenis
In 1549 werd een kunstmatige aftakking (biez) van de Vesder tot stand gebracht, waardoor tevens het eiland Ster ontstond. Reeds voor 1564 werd een smeedhamer geïnstalleerd. Na enige tijd werd de molen verlaten en raakte in verval. In 1595 werd hij verkocht aan Jan Curtius. Deze was munitieleverancier aan het Spaanse leger, en leverde buskruit dat hij in eigen fabrieken liet vervaardigen, met name in Vaux.
Hij vergrootte het eiland Ster nog, en versterkte het. Ook bouwde hij een omgracht kazemat.
Later werd de aftakking gedempt en de molen werd omgebouwd tot woonhuis, waarbij het rad en de inventaris verloren gingen.
- Monument Wallonië DGO4: 62022-INV-0051-01